# Liste des consorts des comtes de Blois
 (novembre 2023).
La mise en forme du texte ne suit pas les recommandations de Wikipédia : il faut le « wikifier ».
Les points d'amélioration suivants sont les cas les plus fréquents. Le détail des points à revoir est peut-être précisé sur la page de discussion.
- Les titres sont pré-formatés par le logiciel. Ils ne sont ni en capitales, ni en gras.
- Le texte ne doit pas être écrit en capitales (les noms de famille non plus), ni en gras, ni en italique, ni en « petit »…
- Le gras n'est utilisé que pour surligner le titre de l'article dans l'introduction, une seule fois.
- L'italique est rarement utilisé : mots en langue étrangère, titres d'œuvres, noms de bateaux, etc.
- Les citations ne sont pas en italique mais en corps de texte normal. Elles sont entourées par des guillemets français : « et ».
- Les listes à puces sont à éviter, des paragraphes rédigés étant largement préférés. Les tableaux sont à réserver à la présentation de données structurées (résultats, etc.).
- Les appels de note de bas de page (petits chiffres en exposant, introduits par l'outil «  Source ») sont à placer entre la fin de phrase et le point final[comme ça].
- Les liens internes (vers d'autres articles de Wikipédia) sont à choisir avec parcimonie. Créez des liens vers des articles approfondissant le sujet. Les termes génériques sans rapport avec le sujet sont à éviter, ainsi que les répétitions de liens vers un même terme.
- Les liens externes sont à placer uniquement dans une section « Liens externes », à la fin de l'article. Ces liens sont à choisir avec parcimonie suivant les règles définies. Si un lien sert de source à l'article, son insertion dans le texte est à faire par les notes de bas de page.
- La présentation des références doit suivre les conventions bibliographiques. Il est recommandé d'utiliser les modèles {{Ouvrage}}, {{Chapitre}}, {{Article}}, {{Lien web}} et/ou {{Bibliographie}}. Le mode d'édition visuel peut mettre en forme automatiquement les références.
- Insérer une infobox (cadre d'informations à droite) n'est pas obligatoire pour parachever la mise en page.

Pour une aide détaillée, merci de consulter Aide:Wikification.
Si vous pensez que ces points ont été résolus, vous pouvez retirer ce bandeau et améliorer la mise en forme d'un autre article.
La liste des consorts des comtes de Blois réunit les époux ou épouses des comtes titulaires de 940 à 1397.
Le comté blésois connut par ailleurs trois comtesses titulaires qui figurent également dans la liste des comtes de Blois.

## Liste des conjoints consorts de Blois

### Consorts des comtes thibaldiens (940–1230)
| Portrait         | Nom                                 | Période           | Conjoint             | Autres titres                                                   | Notes |
| ---------------- | ----------------------------------- | ----------------- | -------------------- | --------------------------------------------------------------- | --- |
|                  | Liutgarde de Vermandois († 981)     | vers 943 – 975    | Thibaud Ier († 975)  | Comtesse consort de Normandie (935–942)                         | Fille du comte Herbert II de Vermandois, elle est d'abord comtesse de Rouen après son mariage avec le duc Guillaume Ier de Normandie. Veuve en 942, elle est remariée par son oncle Hugues le Grand à Thibaud le Tricheur. De ces secondes noces naquirent le comte Eudes Ier et l'archevêque Hugues de Bourges. Après la mort de Thibaud vers 977, elle fut responsable de la construction de l'église Saint-Solenne, à Blois. |
|                  | Berthe de Bourgogne († 1010)        | 975 – vers 1004   | Eudes Ier († 996)    | Princesse de Bourgogne (avant 993), Reine des Francs (997–1001) | Fille de Conrad le Pacifique, elle se remaria en 997 au roi Robert II après le décès de comte Eudes Ier, tout en assurant la régence pendant la minorité de ses héritiers : Thibaud II, qui meurt prématurément, puis Eudes II. |
|                  | Ermengarde d'Auvergne († 1042)      | vers 1005 – 1037  | Eudes II († 1037)    | aucun                                                           | Fille du comte Guillaume IV d'Auvergne, elle est principalement connue pour ses donations envers différentes abbayes du comté et sa diligence pour la construction d'un pont sans péage sur la Loire à Tours et possiblement à Blois. |
|                  | Gersende du Maine                   | 1037 – 1048       | Thibaud III          | aucun                                                           | Première épouse de Thibaud III, elle fut répudiée en 1048 ou 1049 pour une raison incertaine. Fille d'Herbert Ier du Maine et possible mère de l'héritier Étienne, elle se remaria avec le marquis Alberto Azzo II d'Este,. |
| Vacance du titre |                                     |                   |                      |                                                                 | |
|                  | Adèle de Valois                     | avant 1061 – 1089 | Thibaud III († 1089) | Comtesse de Bar-sur-Aube                                        | Fille du comte Raoul IV de Vexin, elle épouse Thibaud III en secondes noces, apportant comme dot le comté de Bar-sur-Aube ainsi que le château de Laferté-sur-Aube, qui sont ainsi rattachés au comté de Champagne. |
|                  | Adèle de Normandie († 1137)         | 1089 – 1120       | Étienne II († 1102)  | Princesse d'Angleterre                                          | Fille de Guillaume le Conquérant, elle épousa vers 1080 le comte Étienne II, qui partit à deux reprises en croisade, où il mourut. Ses fils étant mineurs, Adèle assura la régence jusqu'au moins 1120. |
| Vacance du titre |                                     |                   |                      |                                                                 | |
|                  | Mathilde de Carinthie († vers 1160) | 1125 – 1152       | Thibaud IV († 1152)  | aucun                                                           | Fille du duc Engelbert II de Sponheim (vassal du Saint-Empire romain germanique), elle épousa Thibaud IV en 1125. |
|                  | Sibylle de Château-Renault          | vers 1152 – 1164  | Thibaud V            | aucun                                                           | Première épouse de Thibaud V qui lui apporta le fief de Château-Renault après son décès prématuré. |
|                  | Alix de France († vers 1198)        | vers 1164 – 1197  | Thibaud V († 1191)   | Princesse des Francs                                            | Fille du roi capétien Louis VII et d'Aliénor d'Aquitaine, elle devient régente au début de la troisième croisade en 1191, et poursuit après la mort de son époux jusqu'à la majorité du comte Louis, en 1197. |
|                  | Catherine de Clermont († 1212)      | 1197 – 1212       | Louis († 1205)       | comtesse de Clermont (après 1191)                               | Fille du comte Raoul Ier de Clermont dont elle hérita les terres, elle donna naissance au comte Thibaud VI. |
|                  | Mathilde d'Alençon († 1218)         | vers 1212 – 1218  | Thibaud VI           | aucun                                                           | En premières noces. |
|                  | Clémence des Roches († 1259)        | 1218              | Thibaud VI († 1218)  | aucun                                                           | En secondes noces. |
|                  | Gautier II d'Avesnes († vers 1244)  | 1218 – 1230       | Marguerite († 1230)  | seigneur d'Avesnes de Leuze, de Condé et de Guise               | Fils du sire Jacques Ier, il participa à la Troisième croisade et au sacre de saint Louis. À sa mort, leur fille Marie réunit son patrimoine aux comtés thibaldiens de Blois et Châteaudun. |

### Consorts de Blois-Châtillon (1230–1397)
| Portrait         | Nom                                 | Période          | Conjoint                        | Autres titres                                                | Notes |
| ---------------- | ----------------------------------- | ---------------- | ------------------------------- | ------------------------------------------------------------ | --- |
|                  | Hugues Ier de Châtillon († 1248)    | 1230 – 1241      | Marie d'Avesnes († 1241)        | comte de Saint-Pol, bouteiller de Champagne                  | Fils du comte Gaucher III de Châtillon, il se brouille à maintes reprises avec Thibaud IV de Champagne, avant de se réconcilier après la mort de la comtesse Marguerite, en 1230.                                                                               |
| Vacance du titre |                                     |                  |                                 |                                                              | |
|                  | Alix de Bretagne († 1288)           | 1254 – 1279      | Jean Ier († 1279)               | aucun                                                        | Petite-fille de Thibaud IV de Champagne. |
|                  | Pierre Ier d'Alençon († 1283)       | 1279 – 1283      | Jeanne († 1291)                 | Prince de France (avant 1270), Comte d'Alençon (par apanage) | Fils du roi capétien Louis IX. |
| Vacance du titre |                                     |                  |                                 |                                                              | |
|                  | Béatrice de Dampierre († vers 1303) | 1292 – vers 1303 | Hugues II de Châtillon († 1307) | aucun                                                        | Fille de Guy de Flandre et Isabelle de Luxembourg, son mariage avec Hugues II permet de renforcer l'alliance avec la maison d'Avesnes. |
| Vacance du titre |                                     |                  |                                 |                                                              | |
|                  | Marguerite de Valois († 1342)       | 1311 – 1342      | Guy Ier († 1342)                | aucun                                                        | Petite-fille du roi Philippe III. |
|                  | Jeanne de Beaumont († 1350)         | 1342 – 1350      | Louis Ier († 1346)              | comtesse de Soissons (après 1344)                            | Elle épouse en 1340 l'héritier Louis qui devient comte en 1342, avant d'être tué en 1346 lors de la bataille de Crécy. Elle assura la régence jusqu'à sa mort en 1350, alors que leurs fils sont encore mineurs. Soissons est alors transmis à son fils Guy II. |
| Vacance du titre |                                     |                  |                                 |                                                              | |
|                  | Mathilde de Gueldre († 1384)        | 1372 – 1381      | Jean II († 1381)                | duchesse de Gueldre et comtesse de Zutphen (1371–1379)       | |
|                  | Marie de Namur († 1412)             | 1381 – 1397      | Guy II († 1397)                 | aucun                                                        | |

### Continuité
En 1397, le comté est vendu par le comte Guy II en faveur du duc d'Orléans et, bien que le titre du comte ait été conservé jusqu'en 1660, son conjoint portait généralement le titre de duchesse.

## Régences du comté de Blois
En leur qualité de consort, les conjoints des comtes étaient systématiquement nommés régents en cas d'absence prolongée du titulaire du titre comtal (pour une croisade, par exemple), ou si ce-dernier meurt à la condition que son héritier soit mineur politiquement –la majorité du comte étant fixée à 14 ans en Blois-Champagne.
Dans le comté de Blois, les périodes de régence ont été les suivantes :
| Portrait | Nom                            | Période         | Raison                                                          |
| -------- | ------------------------------ | --------------- | --------------------------------------------------------------- |
|          | Berthe de Bourgogne († 1010)   | 996 – vers 1004 | Minorité des héritiers                                          |
|          | Adèle de Normandie († 1137)    | 1096 – 1120     | Première croisade, puis Minorité des héritiers, puis Co-régence |
|          | Alix de France († vers 1198)   | 1191 – 1197     | Troisième croisade, puis Minorité de l'héritier                 |
|          | Catherine de Clermont († 1212) | 1204 – 1205     | Quatrième croisade, puis Minorité de l'héritier                 |
|          | Jeanne de Beaumont († 1350)    | 1346 – 1350     | Minorité des héritiers                                          |
|          | Marie de Clèves († 1487)       | 1467 – 1476     | Minorité de l'héritier                                          |

La seule exception à cette liste fut Jean de Dunois : en sa qualité de demi-frère du duc Charles d'Orléans, alors comte de Blois lors de la guerre de Cent Ans et surtout emprisonné après la défaite d'Azincourt en 1415 (et accessoirement, célibataire), le « bâtard d'Orléans » assuma pleinement la charge de comte à la manière d'un régent et ce, jusqu'à la libération du duc en 1439. Ce-dernier le remercia en l'élevant comte de Dunois.